# Хазары в художественной литературе
Хазары в художественной литературе не являются распространённой темой. Тем не менее, можно перечислить ряд произведений, в которых описывается история этого исчезнувшего народа и их государства.

## Принципы составления списка
В библиографию включены произведения за период от средневековья до современности, целиком посвященные хазарам, а также те, чей сюжет хотя бы частично разворачивается в Хазарии или действуют персонажи-хазары. Список не включает книги о жизни народов, находившихся под властью хазар (например, славян или волжских булгар), если только взаимоотношения с хазарами не являются значимой сюжетной линией. Во всех случаях, когда его было возможно обнаружить, дано краткое содержание книги.
Названия иностранных книг, опубликованных на русском языке, приводятся в переводе, с указанием оригинального названия в скобках. Если произведение не переведено, заглавие оставлено на иностранном языке, в скобках приводится его буквальный перевод. Флагом помечены язык автора и, в ряде случаев, его гражданство. Произведения, написанные на иврите и идише, помечаются флагом Израиля и флагом страны пребывания автора. Для русскоязычных писателей используются три варианта обозначения (Российская империя, СССР и РФ).
Произведения неоднородны по качеству и популярности: некоторые принадлежат перу общепризнанных мастеров пера и переведены на множество языков, другие имеют локальную известность или являются бульварным чтивом. Среди последних существуют сочинения с националистическим или антисемитским подтекстом.

## Жанры
Первым в мировой литературе вымышленным произведением на сюжет из истории хазар является сочинение Кузари, написанное испанским евреем Иегудой Галеви в 1140 году. Оно посвящено знаменитой хазарской полемике — религиозному диспуту, устроенному по инициативе хазарского царя между представителями трёх религий: христианства, ислама и иудаизма и закончившемуся обращением царя в иудаизм. Повествование построено в форме вымышленных диалогов хазарского царя с рабби. Как полагают, в распоряжении Галеви были документальные свидетельства хазарского и еврейского происхождения, так что его сочинение рассматривается историками как исторический источник. Вне зависимости от этого, главной художественной задачей автора было обращение к еврейскому читателю с доказательством торжества иудаизма над остальными религиями. В течение всех средних веков книга пользовалась огромной популярностью в еврейском мире и именно благодаря ей в еврейской коллективной памяти сохранился факт хазарского обращения, который, иначе, скорее всего, был бы потерян в забвении. По контрасту второе из существующих средневековых произведений о хазарах — древнерусская «Повесть о царе Казарине и о жене его» XIV века практически не содержит следов знакомства с хазарскими реалиями и не затрагивает иудейскую тему. Она представляет собой христианскую притчу, о том как хазарский царь (христианин) оказался разлучён с женой, а затем, считая её погибшей, женился на другой. Оставленная жена помолилась Богородице и явилась во дворец. Там она встретилась со второй женой, и та, понимая, что совершила невольный грех, уступила мужа, а сама ушла в монастырь. Сюжет является переиначенной историей византийского императора Юстиниана II, женатого на хазарской принцессе.
Ведущим жанром современной литературы по хазарской тематике является классический исторический роман. В произведениях этого типа хазарский сюжет используется в качестве красивого фона. Как правило, авторы стремятся опереться на документальные свидетельства и выводы историков, заполняя имеющиеся в них пробелы собственным воображением. Значительно реже можно встретить жанр фэнтези, где на основе средневековой истории конструируется вымышленный мир с заменой личных имен и географических терминов. Сюжет путешествий во времени применительно к хазарам не отмечен.
Несколько произведений с хазарским сюжетом, из числа получивших мировую известность, выполнены в необычных или очень редких жанрах. Среди таковых жанров можно назвать:
- Роман-гипертекст. Культовым образцом данного жанра стал «Хазарский словарь» (1984) югославского писателя Милорада Павича. Как и в книге Галеви, с которой роман делит звание самого известного произведения о хазарах, сюжет строится вокруг хазарского вопроса о выборе религии. Повествование построено в форме трёх энциклопедий (исламской, христианской, еврейской), в которых история хазар излагается в изображении представителей этих трёх религий. Книгу можно читать в любом порядке и сравнивать несколько описаний одних и тех же событий и людей. Как оказывается, в этих описаниях, зачастую, нет почти ничего общего, и это наблюдение в высшей степени точно характеризует трудности, с которыми сталкиваются настоящие историки при изучении хазар.
- Научная монография, написанная в форме художественного произведения. Таковой является работа французского ориенталиста Д’Оссона «Народы Кавказа, Северного Причерноморья и Прикаспия в X веке» (1828), которая представляет собой сводку документальных сведений арабо-персидских географов о Кавказе и хазарах, изложенных от лица вымышленного путешественника Абу аль-Кассима. Книга оказала большое влияние на мировую и российскую историографию.[5] До выхода профессиональных переводов историки XIX—XX вв. пользовались ей как историческим источником.[6]
- Современный конспирологический роман, в духе «Кода да Винчи» представлен книгой «Хазарский ветер» (2001) французского писателя Марека Хальтера. Повествование имеет две независимые друг от друга сюжетные линии, разворачивающиеся в X и XX веке, соединяя политический триллер, приключения и любовную историю. Судьбу двух главных героев, разделённых тысячелетием, объединяет ставший смыслом жизни поиск Хазарии.

Особую разновидность составляют литературные мистификации — современные произведения, выдаваемые за подлинные средневековые источники. Их создателями выступают не профессиональные писатели, а энтузиасты, которые преследуют цель удревнить или прославить прошлое «своего» народа. Настоящие хазарские документы, такие как «Еврейско-хазарская переписка» и «Письмо Шехтера» долгое время сами числились в разряде сомнительных текстов, пока у историков не накопилось достаточно знаний о хазарах, доказывающих обратное. Примером разоблачённого мистификатора является знаменитый караимский учёный и собиратель рукописей А. С. Фиркович (сер. XIX в.), который вносил упоминания о хазарах в рукописи и эпитафии и фабриковал манускрипты. Во 2-й пол. XX века этот список пополнился такими русскоязычными текстами, как поддельные «Велесова книга» и «Летопись Джагфара», спекулирующими вокруг, соответственно, славяно-русской и тюркско-булгарской истории.

## Темы и персонажи
Наибольшей популярностью в литературе о хазарах пользуются две темы: хазары и иудаизм и хазары и Русь. Самой часто описываемой эпохой является X век — последний период существования Хазарии, когда оба этих процесса достигают своего апогея (этот же период является наиболее информационно насыщенным в документальных источниках). События, оказывающиеся в центре внимания: еврейско-хазарская переписка (поиски Хазарии в Испании), завоевание Хазарии Киевской Русью, хазарская полемика, взаимоотношения хазар с покорёнными народами.
Наиболее популярными историческими персонажами являются Каган (как неперсонифицированный правитель), царь Иосиф (в зависимости от текста, на который опирается автор, он может выступать каганом или беком), Хасдай ибн Шафрут, князь Святослав.

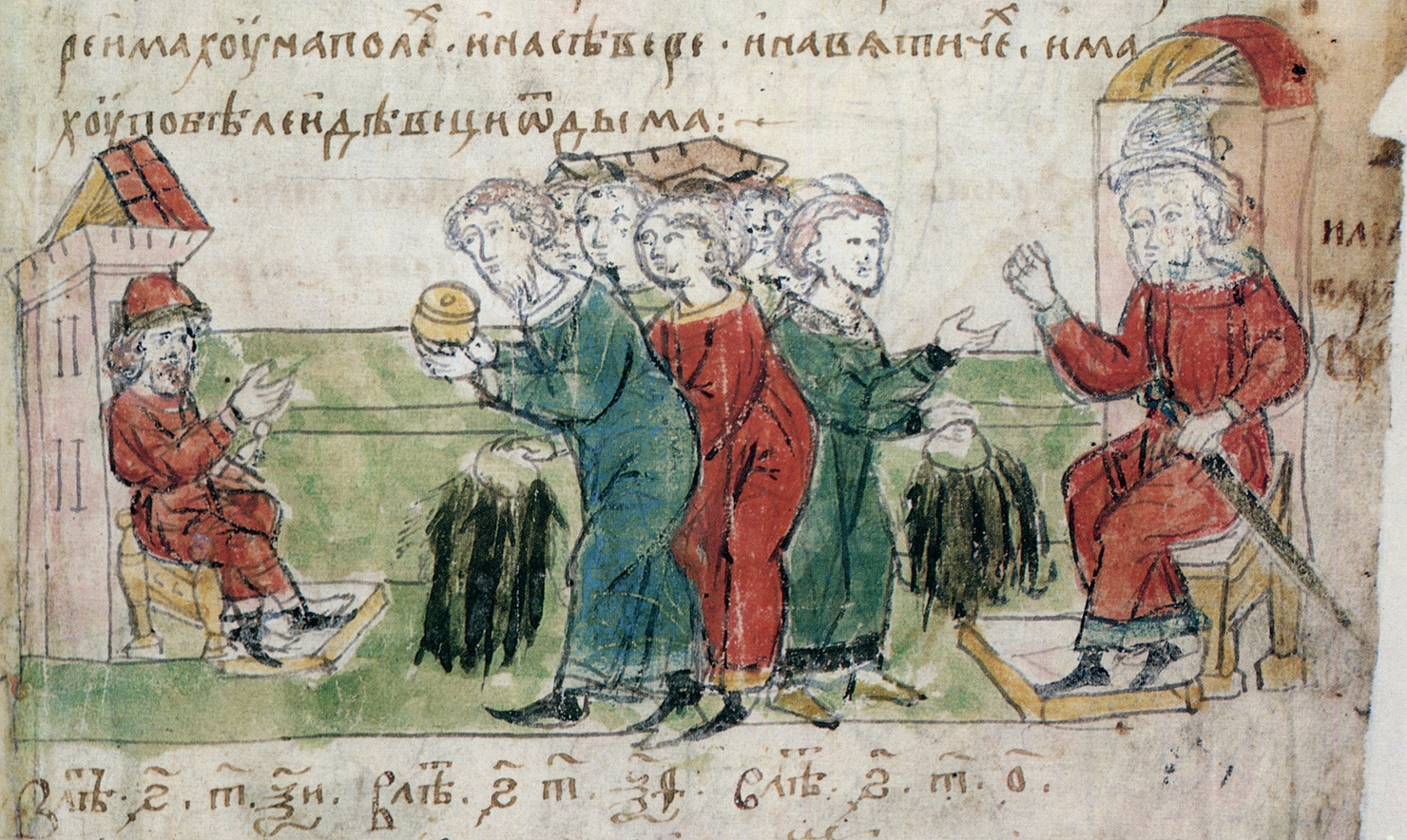
Русско-хазарские отношения — одна из центральных тем о хазарах в художественной литературе. Миниатюра из Радзивилловской летописи, XV в. Славяне платят дань хазарам. Летописное сообщение само может служить образцом художественного, поскольку в описании хазарской дани переписчиком допущена ошибка: вместо слов по бъле и въверини (то есть по белечьей шкурке и монете) стоит по бъле и дъвеци (девице). Поэтому на миниатюре изображены молодые девушки

## Список произведений по авторам (1140—2019)
| # А Б В Г Д Е Ё Ж З И К Л М Н О П Р С Т У Ф Х Ц Ч Ш Щ Э Ю Я |

### А
- Юрий Александров. «Сварожье племя». (Воронеж, 1966)
Детская повесть о Приазовской Руси IX века. Одна из сюжетных линий — совместная борьба народов Хазарского каганата против восстания каваров. Герой — бек, симпатизирующий славянам. Самое благожелательное описание хазар в советской и российской литературе.[8]
- Сергей Алексеев. «Сокровища Валькирии. Стоящий у солнца». (Москва, 1995)
Роман в жанре фэнтези о поиске таинственных хазарских сокровищ советскими спецслужбами.
- Сергей Алексеев. «Аз Бога Ведаю». (Москва, 1998)
Роман в жанре фэнтези о борьбе Света и Тьмы, о Святославе и Хазарах. Художественно описан образ хазар, их верования и внутренний мир.
- Михаил Альшевский . «Хазары». (Москва, 1999)
Исторический роман о Руси эпохи Вещего Олега. Главными отрицательными персонажами выступают еврейские купцы-рахдониты, представленные теневыми правителями Хазарии.
- Ноа Аронстам. «Затерянная нация» («Lost Nation») (Детройт, 1937, не переведён)
Главный герой обнаруживает в Африке затерянную еврейскую общину, которая происходит от хазар. Книга написана в беллетризированной манере, наряду с вымышленными деталями содержит реалистичное описание истории хазар, включая деятельность царей Булана и Обадии и завоевание Святославом Саркела.
- Владимир Афиногенов. «Нашествие хазар». (Москва, 1996).
Исторический роман в 2-х книгах. В 1-й части описывается возникновение Хазарии и русский поход 860 г. на Византию. Действие 2-й разворачивается в нескольких странах, включая Германию, Моравию, Болгарию и Малую Азию. В сюжете осада Киева хазарами.

### Б
- Александр Байгушев. «Плач по неразумным хазарам» (1989).
Роман, написанный в сер. 70-х гг, опубликован в 1989 в журнале «Молодая гвардия». С антисемитским подтекстом. Хазарские персонажи: царь Иосиф и соблазнившая его коварная еврейка Серах.
- Хари Бар-Шалом. «Ha-Meruts» («The Race») (1999, Тель-Авив, не переведён).
История начинается в Хазарии и заканчивается в далёком будущем, одна из сюжетных линий: поиск сокровищ последнего хазарского правителя.
- Оскар Баум. «Das Volk des harten Schlafs: Roman» (Sleeping Nation a.k.a. A Nation Veiled in Slumber) (Вена, 1937, не переведён).
Роман о хазарах и их эпохе. Хазары изображаются как цивилизованный и толерантный народ.
- Дмитрий Быков . «ЖД». (Москва, 2006).
Роман о борьбе двух захватчиков России, где хазары представлены антагонистами северному варяжскому духу.

### В
- Jacob Weinshall (Ya`akov Vinshal). «Hisday Ben Shaprut» («Хасдай ибн Шафрут»). (Тель-Авив, 1952, не переведён)
В сборнике «`Anakim ba-midbar» («Гиганты в Пустыне»). Рассказ, посвящённый попыткам Хасдая ибн Шафрута войти в контакт с хазарским царём.

### Г
- Иегуда Галеви. «Кузари». Подзаголовок: «Книга аргументов и доказательств в защиту презираемой веры». (1140, русский перевод 1990)
Книга первоначально написана по-арабски, переведена на иврит в 1167 Иегудой ибн-Тиббоном, на русский в 1980. Хазарскому царю-язычнику во сне трижды является ангел и призывает обратиться в истинную веру. Царь обсуждает выбор религии с неоплатоническим философом, мусульманином, христианином, раввином и сектантом-караимом. Затем он открывает тайну своего сна визирю, и они вместе отправляются в пустынные горы, где находят пещеру, в которой иудеи празднуют субботу. Там они принимают веру. Впоследствии их примеру следуют все хазары.
- Самуэль Гордон. «The Lost Kingdom, or the Passing of the Khazars» («Затерянное королевство») (Лондон, 1926, не переведён)

### Д
- Говард Эндрю Джонс. «The Bones of the Old Ones» («Старые кости») (2012, не переведён)
Фантастическая новелла, действие которой происходит в VIII веке на Ближнем Востоке. Хазары фигурируют в сюжете и присутствуют в качестве второстепенных персонажей.

### И
- Валентин Иванов «Русь изначальная» (1961).

### К
- Вадим Каргалов. «Чёрные стрелы вятича». (Москва, 1989)
Историческая повесть. В центре сюжета русско-хазарские отношения в X веке, включая поход Святослава. Даётся краткий обзор хазарской истории, описываются город Итиль, каган и хазарский образ жизни.
- Монро Каттнер. «The Rabbi King. David of Khazaria». («Король-раввин. Давид из Хазарии»). (2001).
Действие происходит в XII веке. Главный герой — сын последнего хазарского кагана принц Давид, которого мальчиком отправляют учиться в Испанию. Там он воспитывается в одном доме с Маймонидом и получает звание раввина. В возрасте 17 лет он возвращается в Хазарию и становится каганом, столкнувшись с трудностями управления варварской по меркам Испании страной. Он вынужден бежать из Хазарии и несколько лет блуждать по Ближнему Востоку, встречаясь с многими историческими персонажами и участвуя в некоторых важных событиях XII века. В итоге торжественно возвращается домой.
- Михаил Казовский «Крах каганата». (Москва, 2006, 2013)
Исторический роман. В центре сюжета судьба супруги царя Иосифа — вымышленной Ирмы-Ирины, аланки по происхождению, изгнанной мужем из Итиля, проданной в Византию в рабство, а затем участвовавшей в походе Святослава.

### Л
- Роберт Лоу. «The Whale Road» («Дорога китов») (2008, перевод на русский, 2008)
Роман о викингах X века. Главный герой — Орм, сын Рерика, примкнувший к братству викингов и отправившийся с ними на юг на поиски сокровищ Аттилы. По пути главные герои сражаются вместе с армией Святослава при взятии Саркела.
- Роберт Лоу. «Белый ворон Одина» («The White Raven») (2009, перевод на русский 2013)
Продолжение приключений викинга Орма. В этом романе отряд героя пополнили два хазарских спутника, Морут и Абрахам.

### Н
- Юрий Никитин роман «Святой Грааль» из цикла «Трое из леса», герои встречают племя хазэров, которые есть одичавшие осколки хазар.

### О
- Мураджа д’Оссон. «Des peuples du Caucase et des pays au Nord de la Mer Noire et de la mer Caspienne dans le deuxième siècle ou voyage d’About el-Cassim» («Народы Кавказа и стран Северного Причерноморья и Прикаспия в X веке по данным путешественника Абу эль-Кассима».) (1828, не переведён).
Сводка документальных сведений арабо-персидских географов о Кавказе и хазарах, написанная от лица вымышленного путешественника Абу ал-Кассема. По содержанию строго-научная монография.

### П
- Милорад Павич. «Хазарский словарь». (1984, перевод на русский, 1996).
Описывает историю хазар и, прежде всего, хазарский вопрос, с точки зрения представителей трёх религий: христианства, ислама и иудаизма. Повествование построено по принципу гипертекста в форме трёх энциклопедий, статьи которых отражают точку зрения одной из религий. Персонажи из трёх эпох. Хазары: каган и его жена принцесса Атех, три участника полемики: св. Кирилл, Фараби ибн Кора, Исаак Сангари; три энтузиаста XVII века, интересующиеся хазарами: Аврам Бранкович, Юсуф Масуди, Самуэль Коэн; три современных историка: д-р Сук Исайло, д-р Абу Муавия Кабир и д-р Дорота Шульц. Другие персонажи — Иегуда Халеви. Образ хазар имеет мало общего с реальным народом, почти все герои вымышленные. Тем не менее, роман написан так убедительно, что иногда принимается за реальный исторический источник.[9][10] Роман существует в 2-х версиях: мужской и женской, различающихся одним абзацем.
- Повесть о царе Казарине и о жене его. (XIV век).
Произведение древнерусского или, возможно, южнославянского происхождения. Древнейший из сохранившихся списков содержится в рукописи XIV века из Дечанского монастыря (Сербия).[11] Остальные списки в составе русских (наибольшее число) и украинско-белорусских сборников. В основе сюжета видоизменённая история византийского императора Юстиниана II (который в реальности был свергнут с трона, обратился за помощью к кагану и женился на хазарской принцессе, после чего вернулся к власти). В повести он представлен как царь в Константинополе, «казарин родом», а его жена — казаркой. Царь из другой страны пошёл на Казарина войной и взял его в плен, разлучив с женой, которую увёз в другую страну. Через некоторое время Казарин бежал из тюрьмы, вернулся в Константинополь, подкараулил неприятельского царя на охоте и убил его. После этого женился на новой жене, считая первую погибшей. Через некоторое время оставленная жена вернулась в столицу и, моля Богородицу, вошла во дворец к нынешней царице. Выслушав историю оставленной жены, благочестивая царица вернула ей мужа, а сама удалилась в монастырь.
- Станислав Пономарев. «Под стягом Святослава». (Москва «Детская Литература» 1989).

Историческая повесть о походах киевского князя Святослава Игоревича в X в., о его борьбе с Хазарским каганатом написана автором на основе романа «Стрелы Перуна».
- Александр Пушкин.
Руслан и Людмила (1820).
  - Сказочная поэма. Персонаж — хазарский хан Ратмир, один из трёх соперников Руслана, добивающийся любви дочери князя Владимира — Людмилы и отправляющийся на её поиски. В ходе странствий влюбляется в простую пастушку и, отказавшись от ратной славы, становится простым, но счастливым рыбаком. Примиряется с Русланом.

Песнь о вещем Олеге (1822).
  - Хазарам посвящены первые 4 строчки. Фраза «неразумные хазары» стала устойчивым выражением[источник не указан 3893 дня]. Сюжет «мести» и гипотетической русско-хазарской войны при Олеге (о которых в реальных хрониках напрямую не говорится) вслед за Пушкиным развивали и красочно описывали многие историки от Григорьева до Гумилёва.

### Р
- Стенли Ревич. «The Prince and the Scholar» («Принц и учёный»)  (1992, не переведён)
Детский роман о Хазарии.
- Герман Рекендорф. «Die Geheimnisse der Juden» («Еврейские тайны») (Лейпциг, 1856—1857, не переведён).
Серия рассказов по еврейской истории. История о контакте Хасдая ибн Шафрута с Хазарией.
- Шломо Розенберг. «Di Kuzarim: historisher roman» («Хазары: исторический роман») (Буэнос-Айрес, 1960, не переведён).
На идише.
- Эдвард Рутерфорд. «Russka: The Novel of Russia». (Нью-Йорк, 2001)
серия коротких рассказов, прослеживающих историю нескольких семейств в вымышленной российской деревне. Некоторые из героев — хазарские евреи или их потомки. Один из персонажей — Жидовин Хазарин, (рассказ «Река»); действие разворачивается в 1066—1113, сюжетная линия о взаимоотношениях между хазарами и русскими-христианами.

### Т
- Гарри Тертлдав. «Justinian» («Юстиниан»). (1998, не переведён).
Роман описывает историю византийского императора Юстиниана II от лица его телохранителя, включая ссылку в Херсон и деловые отношения с хазарским каганом Ибузиром Гляваном.

### У
- Меир Узиэль. «Makom katan im Debi». (Тель-Авив, 1996, не переведён)
Юмористический анахронический роман, который исследует параллели между Хазарией и современным Израилем.
- Кахит Улку (Cahit Ülkü). «Son Hazaryalı». (Стамбул, 2004, не переведён).
Рассказ о потомках еврейских хазар в Османской империи, которые желают восстановить свой язык и идентичность.

### Ф
- Нурихан Фаттах. Итиль (1960)
исторический роман о начале Волжской Булгарии. На татарском языке, позднее переведён на русский. Действие происходит незадолго до 922 года. Один из основных персонажей — хан Алмыш. Эпизодические персонажи: Ибн Фадлан, Каган, вымышленный итильский мулла Башту-углы Габдулла, который помогает главному герою. Протагонист: молодой аристократ Тотыш-углан, влюблённый в дочь Алмыша, которую хазарский Каган силой забирает в жёны. Роман заканчивается тем, что герой прибывает в Итиль, где становится свидетелем свадьбы и гибнет в неравном бою, пытаясь освободить свою возлюбленную.
- Авраам Фридберг «Shnei ha-Mikhtavim» («Два письма») в сборнике Zikronot le-bet Dawid. (1893—1895, Варшава). Адаптация новеллы Г. Ренкендорфа. Потомок короля Давида по заданию Хасдая ибн Шафрута отправляется в Хазарию и становится свидетелем её завоевания Русью.

### Х
- Марек Хальтер. «Le vent des Khazars» («Хазарский ветер».) (Париж, 2001, не переведён)
Остросюжетный роман, на стыке беллетристики, триллера, и любовной истории. Действие происходит параллельно в X веке накануне падения Хазарии и в наши дни. Главные герои: испанский еврей Исаак, который отправляется в Хазарию, в надежде найти там известие о прибытии Мессии, и современный писатель Марк Софер, в поисках следов хазар прибывающий в Баку. Там он обнаруживает таинственную пещеру, связанную с хазарами. В пещере находится месторождение нефти, которое становится объектом политического соперничества и мишенью атаки террористической организации под названием «Хазарское возрождение». Поиски обоих героев заканчиваются крахом, зато в конце своего трудного пути они находят любовь. Хазарские персонажи: принцесса Аттех (отсылка к Павичу), её брат молодой принц Иосиф.

### Ч
- Саул Черниховский. «Ha-Kuzar Ha’acharon» («Последний Хазарин») (1940, не переведён)
Баллада о судьбе последнего хазарского правителя после поражения от армии Святослава. Тема ясно отражает отчаянное положение европейских евреев в эпоху преследования нацистами.

### Ш
- Selig Schachnowitz. «Im Judenstaat der Chasaren: historischer Roman aus dem achten Jahrhundert». («Еврейское королевство Хазар») (1920, Франкфурт-на-Майне, не переведён). Еврей посещает Хазарию и становится свидетелем её падения.
- Майкл Шейбон «Gentlemen of the Road» («Разбойники с большой дороги») (2007, не переведён)
Роман, первоначально публиковавшийся в воскресных выпусках «Нью-Йорк Таймс». Двое еврейских наёмников X века путешествуют в Хазарию.

### Ю
- Олег Юрьев. «Новый Голем, или Война стариков и детей», роман в пяти сатирах. Журнальная публикация: «Урал», 2002, № 8-9, книжное издание: (М. — Иерусалим: Мосты культуры / Гешарим, 2004), ISBN 5-93273-167-2
Основное место действия фантасмагорического и сатирического романа — городок Юденшлюхт, он же Жидовска Ужлабина, на немецко-чешской границе. Время — начало 90-х гг. прошлого века. Рассказчик, «петербургский хазарин» Юлий Гольдштейн, переодевается женщиной, чтобы получить писательскую стипендию (по женской квоте) в юденшлюхтском «Культурбункере», где его ожидают самые невероятные вещи: следы легендарного Голема, глиняного истукана, созданного средневековым пражским раввином и прославленного Густавом Майринком, пересекаются здесь с историей маленького хазарского племени, по дороге в Венгрию застрявшего в богемских горах. Юрьев опирается на реальные доказательства о специально хазарском происхождении части средневекового венгерского еврейства, но юденшлюхтские хазары для окружающих немцев и чехов — просто евреи (отсюда название городка), для нацистов — не пойми кто, для самих себя — особый народ. Судьба этого народа, его «реконструированные» автором история, культура и обычаи являются одним из двух образных стержней романа — наряду с историей Голема, оживленного нацистами с целью создания «нового оружия», а после войны ставшего предметом вожделений как СССР, так и США.

## Литературные мистификации
Произведения, выдаваемые за подлинные исторические источники.
- «Маджлисский документ». Рукопись Авраама Фирковича. На иврите.
Выдаётся за письмо некоего Авраама из Керчи к неизвестному по источникам хазарскому правителю Давиду, который жил на Тамани. В письме сообщается о прибытии к нему в 985/986 посольства от князя Владимира для «выбора вер».
- «Велесова книга». Опубликована в 1950-е годы Ю. П. Миролюбовым и Ал. Куром в США. В 1992 г. издана в России.
Стилизованная хроника, выдаваемая за памятник новгородских славян IX века. Содержит небольшое по объёму описание столкновения хазар со славянами незадолго до прихода варягов. Хазары пытаются покорить славян, но те находят защиту у иранского боярина Скотеня. Сообщается о визите кагана на Русь. Иудейская тема отсутствует, но хазары охарактеризованы как исключительно жестокий народ.
- «Джагфар Тарихы». («История Джагфара»). Издана Ф. Г.-Х. Нурутдиновым (1993, Оренбург). На русском языке.
Выдаётся за утраченный свод булгарских летописей XVII века (заявляется как перевод с утраченного оригинала). Содержит «летопись» «Гази-Барадж тарихы», в которой описывается политическая история булгар и связанных с ними тюркских кочевников со времени Великой Болгарии и до монгольского нашествия. Русь со столицей Башту (Киев) изображается булгарским владением, а русские князья носят сильно искажённые тюркские имена. Приводится полный династический ряд хазарских правителей с описанием деятельности каждого. Среди них:[13] Хазар* — основатель тюркской державы в Центральной Азии, 15 каганов сер. VII — сер. X вв: Калга, Кабан, Айбат, Кук-Куян, Барджиль*, Булан*, Бен-Амин, Карак, Урус, Манас*, Исхак* по прозвищу Аксак Тимер, Бакчуар, Алан, Юсуф*, Угез-бек и 4 бека: Ильяс, Арслан, Маджар, Кубар. Каганами попеременно становились представители двух враждующих родов — белых хазар (династия Калги) и чёрных хазар (династия Кабана). Распространение иудаизма началось уже в VII веке и велось династией Калги, завершившись при Барджиле и его сыне Булане. Чёрные хазары остались язычниками и были почти все вырезаны Буланом в 805 году. С сер. IX века каганы стали марионетками в руках беков. Интересно, что фигура кагана Иосифа (Юсуфа) и здесь обрисована весьма подробно. Он характеризуется как коварный и трусливый. У него был брат-близнец по имени Алан, который придерживался мусульманской веры и пользовался благосклонностью бека. Однако новый бек посадил Алана в тюрьму, и возвёл на трон Юсуфа (925—943, 944). Рассказывается анекдот, как Юсуф проиграл в шахматы булгарскому царю буртасский город Мухтасар и принцессу Айсылу. В 943 к Итилю приплыла булгарская дружина, собиравшаяся в поход на Азербайджан, но её отказались пропустить, что спровоцировало городское восстание, в ходе которого бек был убит, а Алан освобождён, Юсуфу пришлось бежать. Вскоре он вернулся, сверг брата и процарствовал ещё год, а затем из-за вмешательства Саманидов был заменён новым каганом — Угез-беком. Этот каган был последним, при нём в 960-е гг. произошёл разгром Хазарии. Летопись приписывает его организацию булгарскому хану, а полководца русов называет Барысом.

## «Хазары» в заголовках прочих книг
Перечисление книг, которые имеют в названии слово «хазарский», но не связаны с хазарами.
- Афанасий Мамедов. «Хазарский ветер». (Москва, 2000).
Цикл рассказов о жизни бакинского художника на фоне бурных событий эпохи распада Советского Союза. «Хазарским» в азербайджанском языке называется Каспийское море.
- Юрий Нагибин. «Хазарский орнамент». (Москва, 1956).
Рассказ, впервые опубликованный в альманахе «Литературная Москва» и подвергнутый резкой критике в партийной печати. Один из героев — искусствовед Леонтий Сергеевич, о котором упоминается, что он изучает «бесконечно далёкую от живой жизни» тему: хазарский орнамент.